# ورم ليفي متعظم محيطي
الورم الليفي المتعظم المحيطي أو الورم الليفي المتحجر المحيطي هو عقدة اللثة التي تتكون من سدى نسيج ضام ليفي خلوي يرتبط بتكوين بؤر مشتتة عشوائيًا للمنتجات المعدنية، والتي تتكون من نسيج شبيه بالعظام وطبقة الملاط، أو تكلس ضار. تعتبر الآفة جزءًا من الورم الليفي المتعظم، ولكن هذا عادة ما يعتبر ورمًا في الفك. نظرًا لحدوثها المتككر على اللثة، ترتبط الحالة بمرضين آخرين، ولكن ليس لأنهما يحدثان معًا. بدلاً من ذلك، يرتبط الثلاثة ببعضهم البعض لأنهم يظهرون بشكل متكرر على اللثة: الورم الحبيبي القيحي والورم الحبيبي الخلوي المحيطي العملاق. يعتقد بعض الباحثين أن الأورام الليفية المتحجرة المحيطية مرتبطة بالأورام الليفية القيحية، وفي بعض الحالات تكون نتيجة الورم الحبيبي القيحي الذي تعرض للتليف والتكلس.
تم انتقاد مصطلح الورم الليفي المتحجر المحيطي، لأن هذه الآفة لا تتعلق بالورم الليفي المتعظم للعظام وليست ورمًا ليفيًا. يستخدم هذا المصطلح في أمريكا، ولكن في بريطانيا، يمكن أن يطلق على هذه الآفة اسم الكتلة اللِثِّية المحتوية على عظم.

## العلامات والأعراض
يتراوح لون الورم الليفي المتحجر المحيطي من الأحمر إلى الوردي، وغالبًا ما يحدث تقرح. يمكن أن تكون لاطئة أو مائلة مع حجم أقل من 2 سم. قد تمر أسابيع أو شهورر قبل أن يتم رؤيته وتشخيصه.
هناك فرق بين الجنسين حيث أن 66٪ من المرض يصيب الإناث. يبلغ انتشار الأورام الليفية المتحجرة الطرفية أعلى مستوياته في سن 10-19 سنة. يظهر الورم فقط على اللثة، وغالبًا ما يظهر على الفك العلوي وليس الفك السفلي، وغالبًا ما يوجد في المنطقة المحيطة بالقواطع والأنياب. عادة لا تتأثر الأسنان المجاورة بالورم.
تظهر الأورام الليفية المتحجرة المحيطية مجهريًا كمزيج من منتج ممعدن وتكاثر ليفي. قد يكون الجزء المعدني عبارة عن تكلسات عظمية أو تشبه طبقة الملاط أو التكلس النخري. بالإضافة إلى ذلك، من المرجح أن تكون العظام أو الملاط متطورة للغاية موجودة عندما يكون الورم الليفي المتحجر المحيطي موجودًا لفترة أطول من الزمن.

## العلاج
عادةً ما يتضمن العلاج الاستئصال الجراحي للآفة وصولًا إلى العظم. إذا كان هناك أي أسنان مجاورة، يتم تنظيفها جيدًا لإزالة أي مصدر محتمل للتهيج. يمكن أن تكون الطرق الجراحية تقليدية ، ليزر Nd: YAG أو مشرط QMR. يبلغ إعادة الإصابة بالمرض حوالي 16٪، مع بعض الدراسات التي تشير إلى ما يصل إلى 45٪. من غير الواضح ما إذا كان معدل التكرار يتأثر بالتقنية الجراحية المستخدمة.